# Kariá (ort i Grekland, Peloponnesos)
Kariá (Karya) är en ort i Grekland.   Den ligger i prefekturen Nomós Argolídos och regionen Peloponnesos, i den södra delen av landet, 110 km väster om huvudstaden Aten. Kariá ligger 605 meter över havet och antalet invånare är 165.
Terrängen runt Kariá är varierad. Runt Kariá är det ganska tätbefolkat, med 86 invånare per kvadratkilometer. Närmaste större samhälle är Argos, 16,5 km öster om Kariá. Trakten runt Kariá består i huvudsak av gräsmarker.